# Dal barbiere
Dal barbiere (in russo В цирульне?, V cirul’ne) è un racconto di Anton Čechov, pubblicato per la prima volta nel 1883.

## Trama
Makar Blëstkin, un giovane barbiere di ventitré anni, pulisce di prima mattina la sua modesta bottega quando entra Èrast Ivanyč Âgodov, un uomo di mezza età, padrino dello stesso Makar, venuto a farsi radere i capelli. Nel corso dell'opera, Makar chiede al cliente notizie sulla famiglia e apprende con sbalordimento che qualche giorno prima è stato festeggiato il fidanzamento di Anna Èrastovna, la giovane figlia di Èrast Ivanyč, con un certo Prokofij Petrov Šejkin. Il barbiere interrompe l'opera e protesta: Anna Èrastovna e lui stesso si amavano, il fidanzamento era stato accettato dai familiari, era già stato progettato il matrimonio. Âgodov spiega che Prokofij Šejkin è benestante, con un patrimonio di molto superiore a quello del barbiere. Makar, disperato, si mette a piangere; poi dice a Âgodov di essere troppo sconvolto per continuare il taglio; Âgodov va via, con solo metà della testa rasata. 
Il giorno dopo, di buon mattino, Âgodov ritorna dal barbiere perché concluda il taglio. Makar risponde con freddezza che non taglierà più gratuitamente i capelli di Âgodov, come ha fatto finora, ma anzi da adesso in poi vuol essere pagato in anticipo. Âgodov allora se ne va senza dir nulla: considera il taglio dei capelli un lusso; parteciperà alle nozze della figlia con i capelli rasati su metà della testa e lunghi sull'altra metà.

## Critica
Dal barbiere è apparso sul numero 10 (7 febbraio 1883) del settimanale russo Lo spettatore (in russo Зритель?, Zritel’), pagine 2-3, firmato da Čechov con lo pseudonimo "L'uomo senza milza" (in russo Человек без селезенки?, Čelovek bez selezenki); il racconto riportava la data "31 gennaio 1883". Dal barbiere fu poi pubblicato nell'edizione delle Opere di Čechov dell'editore A. F. Marks (Polnoe sobranie sočinenij A.P. Čechov, Sankt-Peterburg: Izdanie A. F. Marksa, 1903 Vol. II, pp. 35-38.
Come altri racconti umoristici giovanili di Čechov, anche questo è pervaso da un certo «tono pessimistico» per cui, secondo Ettore Lo Gatto, «non si sa cosa sia più importante per lo scrittore, se la situazione comica da lui quasi afferrata nell'aria, o l'abisso di vuoto e di tristezza che è dietro di essa».

## Edizioni
- Anton Čechov, Racconti; traduzione di Agostino Villa, Vol. I, Torino: Einaudi, 1950
- Anton Čechov, Tutte le novelle, Vol. I: Teste in fermento; introduzione e traduzione di Alfredo Polledro, Milano: Biblioteca Universale Rizzoli, 1951
- Anton Čechov, Racconti e novelle; a cura di Giuseppe Zamboni; traduzione di Giovanni Fccioli, introduzione di Emilio Cecchi; appendice critica a cura di Maria Bianca Luporini, Coll. I grandi classici stranieri, Firenze: G. C. Sansoni, 1963, Vol. I, pp. 10-14
- Anton P. Čechov, Tutti i racconti, Vol. I: Primi racconti: 1880-1885; a cura di Eridano Bazzarelli, Coll. I grandi scrittori di ogni paese, Serie russa, Tutte le opere di Čechov, Milano: Mursia, 1963
- A. Cechov, Opere, Vol. 1: Romanzi brevi e racconti: 1880-1884; a cura di Fausto Malcovati; traduzione di Monica Gattini Barnabò, Roma: Editori Riuniti, 1984, ISBN 88-359-2699-8